# Prut
Prut (ukrainisch und russisch Прут) ist ein Dorf im Rajon Nowoselyzja in der Oblast Tscherniwzi, in der West-Ukraine (historische Region Bukowina) mit etwa 400 Einwohnern.
Das Dorf entstand erst nach 1945 und wurde nach der Unabhängigkeit der Ukraine 1991 aus dem Dorf Mahala ausgegliedert. Der Name leitet sich von der ukrainischen Schreibweise des südlich des Ortes fließenden Flusses Pruth ab.
Am 2. August 2017 wurde das Dorf ein Teil neu gegründeten Landgemeinde Mahala im Rajon Nowoselyzja, bis dahin war es ein Teil der Landratsgemeinde Mahala (Магальська сільська рада/Mahalska silska rada) im Süden des Rajons.
Seit dem 17. Juli 2020 ist der Ort ein Teil des Rajons Tscherniwzi.